# Берат (округ)
Берат (алб. Rrethi i Beratit) — один з 36 округів Албанії.
Округ займає територію 915 км² і відноситься до однойменної області Берат. Адміністративний центр — місто Берат.

## Географічне положення

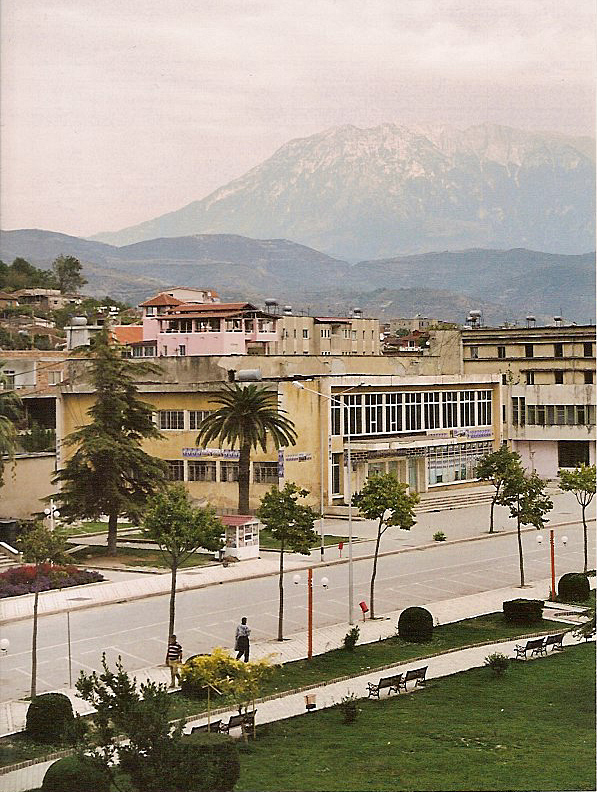
Вид на гору Томорр із центра міста Берат

Округ Берат розташований в південній частині рівнини Мюзеке навколо міста Берат. Основна частина округу зосереджена в долині річки Осумі. У верхній частині долини знаходиться округ Скрапар. На східній околиці округу височить гора Томорі (2414 м), найвідоміша гора Південної Албанії.

## Економіка і промисловість
За винятком міста Берат, адміністративного центру округу, внесеного до списку всесвітньої спадщини ЮНЕСКО, населення зайнято практично виключно сільським господарством. У багатьох населених пунктах округу виробляється вино. У минулі часи по долині Осумі проходив караванний шлях, але в наші дні округ не перетинає жодна магістраль. Проте, округ Берат має хороше транспортне сполучення з містами Центральної Албанії.

## Адміністративний поділ
На території округу розташовані два міста: Берат і Ура-Вайгуроре і 10 громад: Цукаляті, Куталія, Люмаса, Otlak, Пошня, Рошніку, Сіня, Терпані, Велябішті (Velabisht), Вертопі.